# Marina Militare
Marina Militare er maritime gren af Italiens militær. Det er det ene af fire værn, og er etableret i 1946 fra resterne af Regia Marina (It: Den royale marine). Den italienske flåde beskæftiger 32.612 mand og opererer 85 skibe og 123 fly af alle slags.

## Historie
Regia Marina blev grundlagt den 17. marts 1861, efter Victor Emanuel 2. udråbte Kongeriget Italien. Navneændringen til Marina Militare fandt sted efter en folkeafstemning den 2. juni 1946 afskaffede monarkiet og oprettede den Italienske republik.

### Efter 2. verdenskrig
Efter afslutningen på det 5 år lange italienske engagement i 2. verdenskrig var Italien en nation i knæ. Før krigen var Regia Marina den fjerdestørste flåde i verden, men flåden blev hårdt ramt under krigen og måtte starte en langvarig og krævende genopbygningsproces. Den 8. september 1943 underskrev Italien en våbenstilstand med de allierede og efterfølgende en samarbejdsaftale den 23. september 1943. De italienske skibe i allieret tjeneste fik en hård medfart; mange blev beskadiget eller sænket, en stor del af flådens infrastruktur og flådestationer var blevet mineret og blokeret af sænkede skibe. Et antal skibe havde overlevet krigen, men mange af de skibe var gamle, udslidte eller beskadiget.
- 5× slagskibe
- 9× krydsere
- 11× destroyere
- 22× fregatter
- 19× korvetter
- 44× patruljefartøjer
- 50× minestrygere
- 16× landgangsfartøjer
- 2× skoleskibe
- 1× støtteskib
- et antal ubåde

### Fredstraktaten
Våbenstilstanden blev formelt afløst af en fredstraktat, der blev underskrevet i Paris den 10. februar 1947. Betingelserne i fredstraktaten var hårde ved Italien og Regia Militare. Udover de territoriale og materielle krigsskadeerstatninger blev der også indført et antal restriktioner på Regia Marina og de andre værn:
- Et forbud mod at eje, konstruere eller eksperimentere med kernevåben, missiler eller raketter.
- Et forbud mod at eje hangarskibe, slagskibe, ubåde eller amfibie-angrebsskibe.
- Et forbud mod at oprette militære installationer på øerne Pantelleria, Pianosa eller på Pelagie-øerne.

Traktaten dikterede desuden Italien skulle aflevere et antal fartøjer til USA, Sovjetunionen, Storbritannien, Frankrig, Grækenland, Jugoslavien og Albanien:
- 3 Slagskibe
- 5 Krydsere
- 7 Destroyere
- 6 Minestrygere
- 8 Ubåde
- 1 Skoleskib

Flådens samlede deplacement, foruden slagskibe, måtte for fremtiden ikke blive større end 67.500 tons, mens antallet af ansatte ikke måtte overstige 25.000 mand.

### Oprettelsen af NATO
De store ændringer i international politik der fulgte i årene efter verdenskrigen overbeviste Storbritannien og USA om at opgive kravene om at få udleveret de krigsskibe de ellers havde krav på ifølge fredstraktaten. Sovjetunionen krævede derimod langt størstedelen af sine skibe udleveret. Den franske Marine Nationale fik udleveret to krydsere mens også Grækenland kom i besiddelse af en enkelt krydser. Så et større antal skibe, der ellers var bestemt for andre flåder, kunne nu igen indgå i den italienske flåde.
Da USA begyndte at rette sin opmærksomhed mod Sovjetunionen og Middelhavet blev de italienske farvande skuepladser for konfrontationer mellem de to supermagter, hvilket bidrog til Italiens genopståen som militær sømagt grundet landets strategiske placering.
Ved folkeafstemningen i 1946 blev kongeriget til en republik og Regia Marina skiftede navn til Marina Militare. Som modtager af hjælp via Marshallplanen og med bevidstheden om den begyndende opdeling af Europa, indledte Italien forhandlinger med USA om beskyttelse i tilfælde af krig. I Washington var man ganske interesseret i at oprette baser på de italienske øer, man slækkede således på kravene i fredstraktaten fra 1947 og samtidig kom Italien med i det amerikanske Mutual Defense Assistance Programme (MDAP).
Den 4. april 1949 var Italien med til at oprette North Atlantic Treaty Organisation (NATO), men kunne reelt ikke bidrage med meget på grund af de resterende begrænsninger der var dikteret i fredstraktaten af 1947. I 1951 ophævedes de sidste begrænsninger fra traktaten med samtykke fra alle de vestlige nationer.
I NATO-regi fik Marina Militare ansvaret for Adriaterhavet og Otrantostrædet, såvel som forsvaret af søruterne gennem det Tyrrhenske Hav. For at kunne løse disse opgaver nedsatte man udvalget "Studio sul potenziamento della Marina italiana in relazione al Patto Atlantico" (Undersøgelse af udviklingen af den italienske flåde i forhold til Atlanterhavspagten). Udvalgets eneste opgave var at undersøge den bedste fremgangsmåde for udviklingen af Marina Militare til at kunne løse de stillede opgaver.
Udvalget anbefalede en løsning der krævede enorme økonomiske ressourcer til at ombygge og udvide den italienske flåde. Midlerne skulle komme fra Italien selv, men også fra USA i form af støtte. Genopbygningen af flåden gik langsomt da mange af de midler man havde håbet på i stedet gik til genopbygningen af resten af det krigshærgede land. Andre europæiske lande lagde desuden hindringer i vejen for genoprustningen da man havde bekymringer om den italienske flådes ambitiøse planer om en stærk flåde.

### Nutidens Marina Militare
Den Italienske flåde udvikler sig hele tiden. Lige nu pågår anskaffelsen af nye amfibie-angrebsskibe, ubåde og fregatter. Italien er medlem af NATO og har deltaget i adskillige fredsbevarende opgaver, både under NATO og de Forenede Nationer. Marina Militare har desuden også et marineinfanteri, San Marco Regimentet.

## Organisation

### Struktur
- Chefen for flådens operative kommando: (Comandante in Capo della Squadra Navale) baseret i Rom
  - Overfladestridskræfterne (Comando Forze d'Altura, COMFORAL) baseret i Taranto: 
    - Cavour (550)
    - Giuseppe Garibaldi (551) (skal muligvis erstattes af 1 amfibie-helikopterskib)
    - 3× San Giorgio-klassen (skal erstattes af 2 amfibie-dokskibe)
    - 2× Durand de la Penne-klassen
    - 2× Orrizonte-klassen
    - 1× Maestrale-klassen
    - Etna (A5326) (forsyningsskib)
    - Elettra (elektronisk efterretningsskib)
    - 1. Eskadre (COMSQUAFR 1), baseret i Taranto
      - 4× Maestrale-klassen
      - 4× Artigliere-klassen
      - Stromboli (A5327) (forsyningsskib)

    - 2. Eskadre (COMSQUAFR 2), baseret i La Spezia:
      - 4× Maestrale-klassen
      - Vesuvio (A5329) (forsyningsskib)

  - Kystvagtkommandoen (Comando delle Forze da Pattugliamento per la Sorveglianza e la Difesa Costiera, COMFORPAT) baseret i Augusta:
    - Korveteskadren (COMSQUACORV):
      - 8x Minerva-klassen

    - 1. Patruljeeskadre (COMSQUAPAT 1): 
      - 4× Cassiopea-klassen (1. serie)

    - 2. Patruljeeskadre (COMSQUAPAT 2): 
      - 6× Comandanti-klassen

  - Amfibiekommandoen (Comando delle Forze Anfibie), COMFORSBARC (baseret i Brindisi):
    - San Marco Regimentet (Marineinfanteri)
    - Carlotto Logistik- og uddannelsesregimentet
    - Landgangsfartøjsgruppen

  - Undervandskommandoen (Comando Forze Subacquee, COMFORSUB) baseret i Taranto:
    - Undervandsgruppen (COMGRUPSOM): 
      - 7× Sauro-klassen
      - 2× Todaro-klassen (yderligere 2 er under anskaffelse)

  - MCM-kommandoen (Comando delle Forze di Contromisure Mine, COMFORDRAG) baseret i La Spezia):
    - 53. minerydningseskadre (COMSQUADRAG 53): 
      - 6× Lerici-klassen

    - 54. minerydningseskadre (COMSQUADRAG 54): 
      - 6× Lerici-klassen

  - Luftstyrkekommandoen (Comando Forze Aeree, COMFORAER) baseret i Santa Rosa
    - (SEZAER 9-01) Baseret i Pratica di Mare
      - 3× Piaggio P180 Avanti

    - Grottaglie marineflyvestation (Stazione Aeromobili Marina, MARISTAER)
      - Flygruppen (GRUPAER)
        - 15× Boeing AV-8 Harrier (Skal erstattes af 22 styk F-35B)
        - 2× Boeing AV-8 Harrier TAV-8B (tosædet træningsversion)

      - Helikoptergruppe 4 (GRUPELICOT 4) 
        - Sikorsky SH-3D (ASW-version)
        - Agusta AB212

    - Luni marinehelikopterstation (Stazione elicotteri della Marina, MARISTAELI)
      - Helikoptergruppe 1 (GRUPELICOT 1)
        - AgustaWestland AW101

      - Helikoptergruppe 5 (GRUPELICOT 5)
        - Agusta AB212

    - Catania marinehelikopterstation (Stazione elicotteri della Marina, MARISTAELI)
      - Helikoptergruppe 2 (GRUPELICOT 2)
        - Agusta AB212

      - Helikoptergruppe 3 (GRUPELOCIT 3)
        - AgustaWestlad AW101

  - Flådens center for luftuddannelse (Centro di Addestramento Aeronavale, MARICENTADD)
  - Centret for telekommunikation og information (Centro per le Telecomunicazioni e l'Informatica, MARITELE) baseret i Rom
  - Flådens hovedkvarter (Quartier Generale Marina, QUARTGENMARINA) baseret i Rom

### Under konstruktion
- 10x Bergamini-klassen (Planlagt til at erstatte fregatterne af Maestrale- og Lupo-klassen)

### Planlagt
- 2× S1000-klassen
- 2× Forsyningsskibe (som erstatning for Etna og Vesuvio)
- 1× Minerydningsstøtteskib
- 1× Ubådstender

## Rangorden

### Officersgruppen
| NATO-rang      | OF-10      | OF-9                         | OF-8                  | OF-7                    | OF-6            | OF-5                 | OF-4                | OF-3                 | OF-2                | OF-1                                     | OF(D)                   |
| -------------- | ---------- | ---------------------------- | --------------------- | ----------------------- | --------------- | -------------------- | ------------------- | -------------------- | ------------------- | ---------------------------------------- | ----------------------- |
| Distinktion    |            |                              |                       |                         |                 |                      |                     |                      |                     |                                          |                         |
| Italiensk rang | ammiraglio | ammiraglio di squadra (i.s.) | ammiraglio di squadra | ammiraglio di divisione | contrammiraglio | capitano di vascello | capitano di fregata | capitano di corvetta | tenente di vascello | sottotenente di vascello / guardiamarina | aspirante guardiamarina |
| Dansk rang     | Admiral    | Viceadmiral                  | Viceadmiral           | Kontreadmiral           | Flotilleadmiral | Kommandør            | Kommandørkaptajn    | Orlogskaptajn        | Kaptajnløjtnant     | Premierløjtnant Løjtnant                 | Findes ikke             |

### Sergent og meniggruppen
| NATO rang      | OR-9                                                                   | OR-8              | OR-7              | OR-6                               | OR-5     | OR-4 | OR-3             | OR-2                                | OR-1                          |
| -------------- | ---------------------------------------------------------------------- | ----------------- | ----------------- | ---------------------------------- | -------- | --- | ---------------- | ----------------------------------- | ----------------------------- |
| Distinktion    |                                                                        |                   |                   | ------                             |          | ------                                                                                                   |                  |                                     |                               |
| Italiensk rang | primo maresciallo luogotenente / primo maresciallo / capo di 1ª classe | capo di 2ª classe | capo di 3ª classe | secondo capo scelto / secondo capo | sergente | sottocapo di 1ª classe scelto / sottocapo di 1ª classe / sottocapo di 2ª classe / sottocapo di 3ª classe | sottocapo        | comune di 1ª classe                 | comune di 2ª classe           |
| Dansk rang     | Chefsergent                                                            | Seniorsergent     | Oversergent       | Findes ikke                        | Sergent  | Korporal                                                                                                 | Marinespecialist | Marineoverkonstabel Marinekonstabel | Marineelev Værnepligtig menig |